# Padlocked
Padlocked is een Amerikaanse dramafilm uit 1926 onder regie van Allan Dwan. In Nederland werd de film destijds uitgebracht onder de titel Rechten der jeugd.

## Verhaal
De vader van Edith Gilbert is een rijke puritein. Na de dood van haar moeder loopt ze weg van huis om haar geluk te beproeven op Broadway. Ze vindt werk als danseres in een café. Zo maakt ze kennis met Norman Van Pelt. Hij wordt verliefd op Edith, maar hij denkt dat ze een lichtekooi is en reist naar Europa om haar te vergeten. De vader van Edith is intussen hertrouwd met Belle Galloway. Als zij erachter komt dat haar stiefdochter als danseres werkt, laat ze haar opnemen in een verbeteringsgesticht. Uiteindelijk reist Edith met haar vader naar Europa om Norman te zoeken.

## Rolverdeling
| Acteur                | Personage        |
| --------------------- | ---------------- |
| Lois Moran            | Edith Gilbert    |
| Noah Beery            | Henry Gilbert    |
| Louise Dresser        | Mevrouw Alcott   |
| Helen Jerome Eddy     | Belle Galloway   |
| Allan Simpson         | Norman Van Pelt  |
| Florence Turner       | Mevrouw Gilbert  |
| Richard Arlen         | Tubby Clark      |
| Charles Lane          | Monte Hermann    |
| Douglas Fairbanks jr. | Sonny Galloway   |
| Charlotte Bird        | Blanche Galloway |
| Josephine Crowell     | Mevrouw Galloway |
| André Lanoy           | Lorelli          |
| Irma Kornelia         | Pearl Gates      |